# Курага (лодка)
Курага (англ. curragh) — рыболовная гребная лодка, распространённая в Уэльсе и Ирландии.
Как правило, кураги делались из ивовых прутьев, обтянутых шкурами животных; в настоящее время каркас таких лодок выполняется из деревянных планок, а корпус обтягивается просмоленной парусиной. Кураги, предназначенные для морских плаваний, снабжались прямыми четырёхугольными парусами. Малоразмерные речные гребные кураги носят название кораклов.
Впервые использование кураг отмечено во II веке нашей эры. В III веке кураги использовались ирландскими завоевателями для высадки на побережье Британских островов.